# Noël Declercq
Noël Declercq (Mouscron, 26 dicembre 1913 – Neustadt-Lübeck, 3 maggio 1945) è stato un ciclista su strada belga.
Arrivò terzo alla Parigi-Roubaix 1937 dietro Jules Rossi ed Albert Hendrickx.

## Palmarès
- 1935 (Individuale, una vittoria)

Grand Prix du "Progrès de la Somme"
- 1936 (Birma/A.Leducq/Mercier, una vittoria)

Parigi-Arras
- 1937 (A.Leducq/Mercier, una vittoria)

3ª tappa Tour du Nord (Maubeuge > Lilla)

### Altri successi
- 1936 (Individuale, una vittoria)

Criterium di Lilla

## Piazzamenti

### Grandi Giri
- Giro d'Italia

1938: 37º

### Classiche monumento
- Giro delle Fiandre

1936: 21º
1937: 20º
- Parigi-Roubaix

1937: 3º
1939: 19º
1939: 10º
- Liegi-Bastogne-Liegi

1936: 26º